# Wisbygymnasiet
Wisbygymnasiet är en gymnasieskola med Region Gotland som huvudman som ligger i Visby på Gotland. År 2017 har skolan tillsammans (söder och norr) cirka 1 500 elever varav cirka 260 elever finns inskrivna på introduktionsprogrammen. På skolan arbetar närmare 185 medarbetare varav 170 lärare under läsåret 2017/18.
Wisbygymnasiet erbjuder 16 nationella program och 25 inriktningar samt sjöfartsutbildningen (riksrekryterande). Det finns även fem introduktionsprogram som ska underlätta för obehöriga att komma vidare till ett nationellt program eller förbereda inför arbetslivet.[2]
På samhällsvetenskapsprogrammet och handels- och administrationsprogrammet kan man kombinera studierna med en satsning inom idrott genom NIU, på Gotland erbjuds NIU i sporterna fotboll och innebandy. För andra idrotter erbjuder Wisbygymnasiet även lokala idrottsutbildningar (LIU). På LIU kan man utöva sporter som ishockey, handboll och basket m.m. nationell godkänd idrottsutbildning.[3] 
Skolan är en av Europaparlamentets ambassadörsskolor, vilket  innebär att elever på vissa program deltar i ett program som ger dem kunskaper om EU och erfarenheter av europeiskt medborgarskap 

## Utbildningar
- Barn- och fritidsprogrammet
- Bygg- och anläggningsprogrammet
- Ekonomiprogrammet
- El- och energiprogrammet
- Estetiska programmet
- Fordons- och transportprogrammet
- Handels- och administrationsprogrammet
- Hotell- och turismprogrammet
- Humanistiska programmet
- Naturbruksprogrammet
- Naturvetenskapsprogrammet
- Restaurang- och livsmedelsprogrammet
- Samhällsvetenskapsprogrammet
- Sjöfartsutbildningen
- Teknikprogrammet
- VVS- och fastighetsprogrammet
- Vård- och omsorgsprogrammet

## Händelser
Den 15 april 2015 invigdes den nybyggda aulan i Sävehuset. Skolan saknade en stor samlingsplats, så som en aula, under två år medan ombyggnationen pågick. 
Den 14 december 2017 anlades två bränder i Sävehuset på Wisbygymnasiet (söder). Dessa var den andra och tredje anlagda bränderna inom två veckor på skolområdet. Vid alla tillfällen gick brandalarmet igång och elever och personal fick utrymma skolan. Polisen har uppfört anmälningar för misstänkt mordbrand 